# Hedbergia decurva
Hedbergia decurva är en snyltrotsväxtart som först beskrevs av Ferdinand von Hochstetter och George Bentham, och fick sitt nu gällande namn av A.Fleischm. och Heubl. Hedbergia decurva ingår i släktet Hedbergia och familjen snyltrotsväxter. Inga underarter finns listade i Catalogue of Life.